# Diecéze Raleigh
Diecéze Raleigh (latinsky: Dioecesis Raleighiensis) je latinské církevní území neboli diecéze katolické církve, která zahrnuje východní část Severní Karolíny ve Spojených státech. Je sufragánní diecézí v církevní provincii metropolitního arcibiskupa Atlanty. 
5. července 2017 papež František jmenoval Luise Rafaela Zaramu šestým biskupem v Raleighu; Zarama byl uveden do úřadu 29. srpna 2017 v nedávné době vysvěcené katedrále Nejsvětějšího jména Ježíš v Raleighu. 

## Statistika
V roce 2023 byla diecéze Raleigh rozdělena do osmi děkanátů s 80 farnostmi, 17 misiemi a čtyřmi univerzitními středisky. Počet katolíků, kterým sloužilo 147 diecézních a řádových kněží, činil přibližně 500 000.

## Historie

### 1700 až 1868
Před americkou válkou za nezávislost a během ní spadali katolíci ve všech britských koloniích v Americe pod jurisdikci Apoštolského vikariátu londýnského distriktu v Anglii. Diskriminace a pronásledování katolíků v kolonii Severní Karolína byly běžné, dokud se v roce 1729 nestala královskou kolonií. Každý, kdo chtěl zastávat veřejný úřad, musel podepsat přísahu, že protestantismus je pravá křesťanská víra. Po přijetí americké ústavy v roce 1789 po americké revoluci byla katolíkům zaručena svoboda vyznání v celém novém státě.
Papež Pius VI. zřídil v roce 1784 apoštolskou prefekturu Spojených států, která zahrnovala celé území USA. O pět let později tuto prefekturu přeměnil na diecézi Baltimore. Diecézi Charleston zřídil papež Pius VII. 11. července 1820. Nová diecéze zahrnovala státy Georgie, Severní a Jižní Karolína, které byly vyňaty z baltimorské arcidiecéze.
Na počátku 19. století začali do Severní Karolíny přicházet irští katoličtí přistěhovalci, aby pracovali na železnici a dalších stavbách. První katolický kostel v Raleighu byl postaven v roce 1834. V roce 1860 žilo v sedmi severokarolínských farnostech 350 katolíků.

### 1868 až 1924
3. března 1868 papež Pius IX. zřídil Apoštolský vikariát Severní Karolíny a vyňal celou Severní Karolínu z diecéze Charleston. Tehdy papež jmenoval prvním apoštolským vikářem reverenda Jamese Gibbonse z baltimorské arcidiecéze. 
Když se Gibbons stal apoštolským vikářem, čítala Severní Karolína méně než 700 katolíků. Během prvních čtyř týdnů ve funkci urazil téměř tisíc mil, navštívil města a misijní stanice a uděloval svátosti. Spřátelil se také s mnoha protestanty, kterých bylo ve státě výrazně více než katolíků, a kázal v jejich kostelech. Gibbons přivedl ke katolictví mnoho konvertitů. V roce 1872 Pius IX. jmenoval Gibbonse biskupem richmondské diecéze. Vatikán Gibbonse v Severní Karolíně nenahradil dalších 11 let. V roce 1876 přijeli do Belmontu benediktinští mniši z arciopatství svatého Vincence v Latrobe v Pensylvánii, aby zde založili převorství Belmont. 
V roce 1881 Lev XIII. jmenoval Henryho P. Northropa novým apoštolským vikářem Severní Karolíny. O dva roky později papež jmenoval Northropa také biskupem diecéze Charlotte. Northrup zastával obě funkce až do roku 1888, kdy mu Vatikán dovolil rezignovat na funkci apoštolského vikáře a sloužit pouze jako biskup v Charlestonu. 
V roce 1888 Lev XIII. jmenoval Haida místo Northrupa apoštolským vikářem Severní Karolíny, přičemž Haidovi umožnil zůstat opatem v Belmontu. V roce 1910 papež Pius X. jmenoval opatství Belmont územním opatstvím a svěřil mu kontrolu nad osmi okresy z apoštolského vikariátu Severní Karolíny. Haid nyní vedl dvě různé katolické jurisdikce v Severní Karolíně. Haid zemřel v roce 1924.

Znak bývalého apoštolského vikariátu Severní Karolíny (1868–1924; znak poprvé použit v roce 1911).

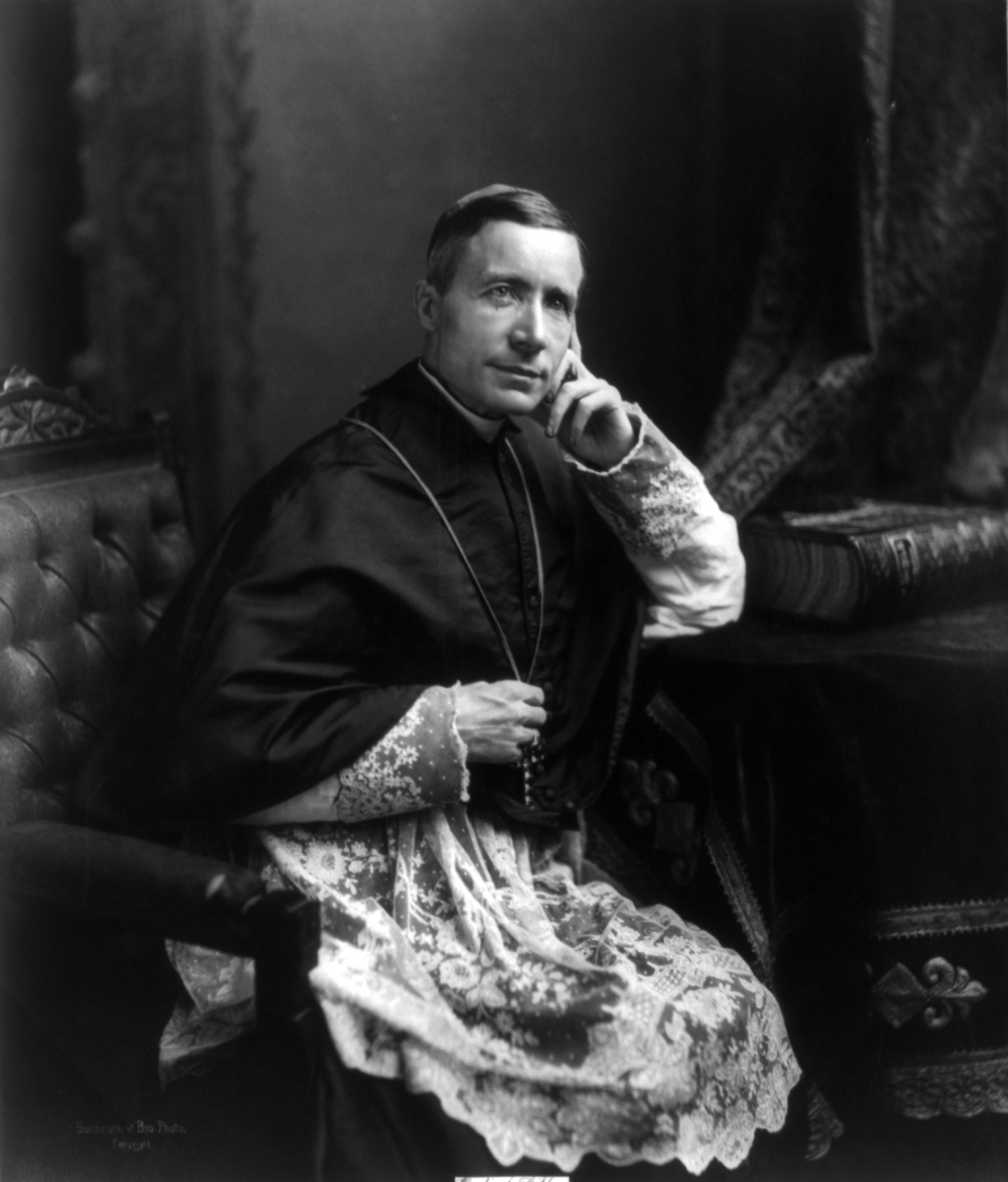
Biskup Gibbons

### 1924 až 1962
12. prosince 1924 papež Pius XI. povýšil apoštolský vikariát Severní Karolíny na diecézi Raleigh, čímž se stala první katolickou diecézí v Severní Karolíně. Papež jmenoval prvním biskupem monsignora Williama Hafeyho z Baltimoru. V roce 1937 Pius XI. jmenoval Hafeyho biskupem koadjutorem diecéze Scranton. Na místo Hafeye jako biskupa v Raleighu jmenoval papež téhož roku monsignora Eugena J. McGuinnesse z filadelfské arcidiecéze. V roce 1944 papež Pius XII. převedl sedm okresů z Belmontského opatství do diecéze Raleigh. Později v roce 1944 Pius XII. jmenoval McGuinnesse biskupem diecéze Oklahoma City. 
Pius XII. jmenoval v roce 1944 novým biskupem v Raleighu monsignora Vincenta Waterse z richmondské diecéze. Waters byl některými diecézními duchovními obviňován, že si ponechává nečinný církevní majetek v hodnotě milionů dolarů, zatímco některé farnosti jsou zadlužené. Odmítl také žádosti o vytvoření kněžského senátu; 20 % jeho kněží zaslalo do Vatikánu žádost, v níž žádali Watersovo odvolání. V roce 1953 Waters nařídil rasovou desegregaci všech katolických kostelů a škol v diecézi. Rasovou segregaci označil za produkt „temna“ a prohlásil, že „nastal čas, aby skončila.“ Řekl také,
„Jako Jižan si nejsem vědom síly tohoto viru předsudků mezi některými lidmi na Jihu i na Severu. Vím však, že na tento virus existuje lék, a tím je naše víra.“
V roce 1960 papež Jan XXIII. převedl okres Gaston, poslední okres Belmontského opatství, do diecéze Raleigh. Ačkoli Belmontské opatství zůstalo územním opatstvím, mělo nyní jurisdikci pouze nad svým vlastním areálem. V roce 1962 Jan XXIII. povýšil diecézi Atlanta na arcidiecézi Atlanta. Diecézi Raleigh a opatství Belmont ustanovil sufragány nové arcidiecéze.

### Od roku 1962 do současnosti

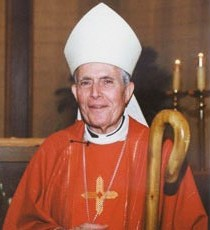
Biskup Gosman

V roce 1962 povýšil Jan XXIII. diecézi Atlanta na arcidiecézi Atlanta a z arcidiecéze Baltimore do ní převedl diecézi Raleigh. Papež Pavel VI. v roce 1971 zřídil diecézi Charlotte. Z diecéze Raleigh vyňal opatství Belmont a několik okresů. Tímto krokem vznikly současné hranice diecéze Raleigh. V roce 1972 Waters vyloučil z diecéze pět řádových sester Prozřetelnosti, protože při vyučování nenosily řeholní hábity.
Po Watersově smrti v roce 1974 jmenoval papež Pavel VI. v roce 1975 na jeho místo pomocného biskupa F. Josepha Gossmana z Baltimoru. Gossman působil jako biskup v diecézi 31 let. Po jeho rezignaci v roce 2006 jmenoval papež Benedikt XVI. novým biskupem v Raleighu pomocného biskupa Michaela Burbidge z filadelfské arcidiecéze.
Krátce po svém nástupu do úřadu Burbidge oznámil stavbu nové katedrály pro diecézi, která měla být pojmenována Katedrála Nejsvětějšího jména Ježíš. Přípravy na stavbu začaly v roce 2013. K položení základního kamene nové katedrály došlo v roce 2014 a katedrála byla dokončena v roce 2017. Po vypuknutí tornáda v dubnu 2011, které v Severní Karolíně a dalších státech zabilo 24 lidí, Burbidge vyzval katolíky, aby do svých modliteb ve Svatém týdnu zahrnuli oběti a pozůstalé. Nařídil farnostem a misijním kostelům diecéze, aby uspořádaly zvláštní sbírku pro fond na pomoc pozůstalým po obětech katastrof.
V roce 2016 papež František jmenoval Burbidgeho biskupem arlingtonské diecéze. Prvním hispánským biskupem v Raleighu jmenoval pomocného biskupa Luise Zaramu z arcidiecéze Atlanta. Od roku 2023 je Zarama současným biskupem diecéze.

### Katedrální chrámy

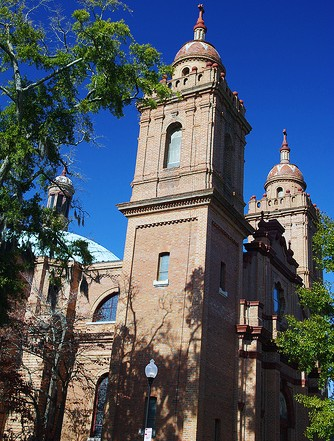
Bazilika Panny Marie, Wilmington, Severní Karolína

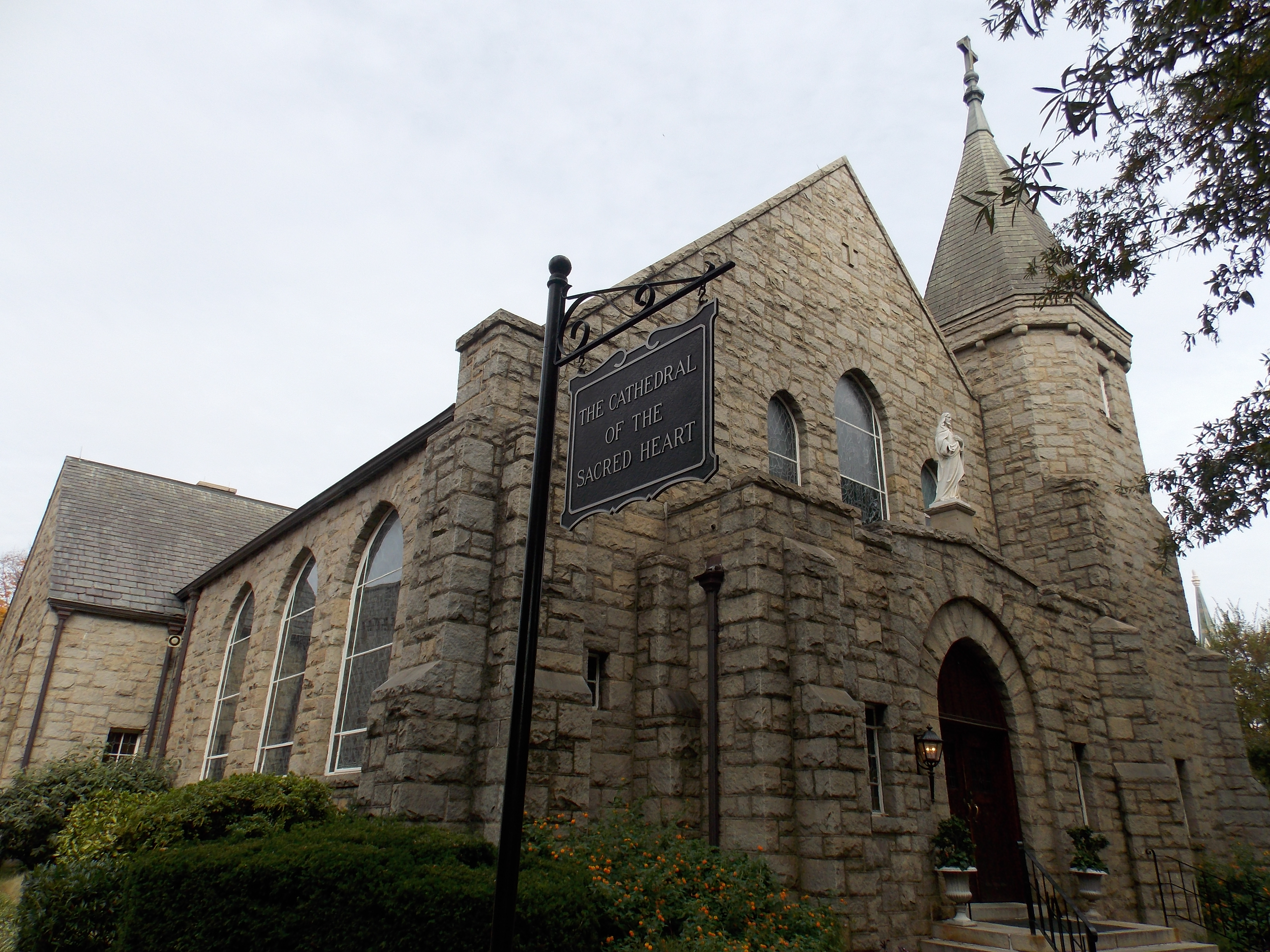
Kostel Nejsvětějšího srdce Páně, Raleigh, Severní Karolína

Katedrála Nejsvětějšího jména Ježíš je mateřským kostelem diecéze Raleigh v Raleighu. Byla navržena architekty O'Brienem a Keanem v novorománském slohu. Má půdorys ve tvaru kříže s kopulí nad křížením. Jeho 42 vitrážových oken a zastavení křížové cesty pochází ze zrušených kostelů filadelfské arcidiecéze. Okna před instalací restaurovalo studio Beyer. Stavba katedrály byla zahájena v roce 2015 a vysvěcena byla v roce 2017.
Katedrála Nejsvětějšího srdce Páně v Raleighu sloužila jako diecézní katedrála od roku 1924 do roku 2017. Po vysvěcení katedrály Nejsvětějšího jména Ježíš v roce 2017 byla katedrála Sacred Heart převedena na farní kostel. 
Bazilika Panny Marie ve Wilmingtonu sloužila jako katedrála Apoštolského vikariátu Severní Karolíny až do jeho zrušení v roce 1924. Bývalá prokatedrála svatého Tomáše Apoštola ve Wilmingtonu byla sekularizována a diecéze ji prodala.

## Biskupové

### Apoštolští vikáři Severní Karolíny
1. James Gibbons (1868–1877), jmenován Diecéze Richmond a později arcibiskupem v Baltimoru (v roce 1886 povýšen na kardinála
– Stanislav Mark Gross (1880–1881) – jmenován, ale nikdy se neujal úřadu
2. Henry Pinckney Northrop (1881–1888), jmenován biskupem Charlestonu
3. Leo Michael Haid, O.S.B. (1888–1924), současně opat v Belmontu

### Biskupové Raleighu
1. William J. Hafey (1925–1937), jmenován biskupem Scrantonu
2. Eugene J. McGuinness (1938–1944), jmenován biskup Oklahoma City-Tulsa
3. Vincent S. Waters (1945–1974)
4. Francis J. Gossman (1975–2006)
5. Michael Francis Burbidge (2006–2016), jmenován biskup Arlingtonu
6. Luis Rafael Zarama (2017 – současnost)

### Pomocní biskupové
- James Johnston Navagh (1952–1957), jmenován biskupem v Ogdensburgu a později biskupem v Patersonu
- Charles Borromeo McLaughlin (1964–1968), jmenován biskupem v Saint Petersburgu
- George Edward Lynch (1970–1985)

### Další diecézní kněží, kteří se stali biskupy
- Joseph Lennox Federal, jmenovaný pomocným biskupem v Salt Lake v roce 1951
- Michael Joseph Begley, jmenován biskupem Charlotte v roce 1971
- Joseph Lawson Howze, jmenován pomocným biskupem Natchez-Jackson v roce 1972
- Bernard Shlesinger, jmenován pomocným biskupem Atlanty v roce 2017

## Vzdělávání
Diecéze Raleigh v současnosti spravuje dvě střední školy. Součástí diecéze je také nezávislá střední škola vedená laickými pracovníky a střední škola v síti Cristo Rey.

### Střední školy
- Cardinal Gibbons High School – Raleigh
- John Paul II Catholic High School – Greenville
- St. Thomas More Academy – Raleigh (provozují laici)
- Cristo Rey Research Triangle High School – Durham

## Rozhlasová stanice
V letech 2018 až 2023 byla diecéze Raleigh držitelem licence pro nízkovýkonnou FM stanici WSHP-LP, 103,3 MHz, která se nachází v Cary. Provozovala ji místní laická apoštolská organizace Divine Mercy Radio, Inc.

## Kontroverze

### Sexuální zneužívání
V červnu 2002 na setkání s představiteli diecéze Scranton jeden muž z Pensylvánie prohlásil, že byl sexuálně zneužit Edwardem J. Shobackem, knězem diecéze Raleigh. K údajným útokům došlo v Severní Karolíně v 70. letech 20. století, kdy byla oběť seminaristou. Diecéze později oběť ze studia v tamním semináři odvolala. Když byl Shoback o obvinění informován, popřel ho. V roce 2004 oznámili dva muži diecézi Raleigh, že je Shoback jako teenagery sexuálně obtěžoval poté, co jim dával alkohol a ukazoval pornografii. Shoback se k prvnímu z těchto nových obvinění přiznal a byl odvolán ze služby.
V roce 2007 zaplatila diecéze téměř 2 miliony dolarů za urovnání stížností na sexuální delikty, které podalo 37 obětí proti nejméně 15 kněžím od roku 1950. Do září 2020 vyplatila diecéze v případech sexuálních deliktů od roku 1950 celkem 2 717 750 dolarů.
V červenci 2015 rozhodl odvolací soud v Severní Karolíně, že umožní postoupit k soudu žalobu proti diecézi a biskupu Burbidgeovi kvůli obvinění ze sexuálního zneužívání dětí reverendem Edgarem Sepulvedou. Údajnou obětí byl šestnáctiletý chlapec, který tvrdil, že byl zneužit Sepulvedou v době, kdy byl knězem v misii Santa Teresa del Niño Jesús v Beulaville v Severní Karolíně. Sepulveda všechna obvinění popřel. V roce 2010 byl zatčen a obviněn ze sexuálního trestného činu druhého stupně a sexuálního ublížení na zdraví, ale prokuratura okresu Brunswick obvinění stáhla s odvoláním na nedostatek důkazů. Burbidge tehdy Sepulvedu postavil mimo službu, zakázal mu navštěvovat jakoukoli farnost nebo katolickou školu a vykázal ho z pobytu na církevní půdě.
Právníci obětí tvrdili, že Burbridge se dopustil nedbalosti a způsobil oběti další citové strádání tím, že odmítl nařídit Sepulvedovi, aby se podrobil testům na pohlavně přenosné nemoci a následně sdělil výsledky rodině oběti. Právníci diecéze a Burbridge popřeli, že by on nebo jiní církevní představitelé věděli o údajném Sepulvedově jednání. Soud povolil pokračování soudního řízení a odmítl argumenty obhájců, že porušuje odluku církve od státu podle ústavy Spojených států. 
V srpnu 2018 byli ve zprávě velké poroty týkající se sexuálního zneužívání v katolické církvi v Pensylvánii uvedeni dva bývalí kněží ze Severní Karolíny na seznamu 301 kněží s věrohodnými obviněními ze sexuálního zneužívání. Reverend William Presley a reverend Robert Spangenberg působili v této diecézi v 70. a 80. letech 20. století. Presley, kterého zpráva popisuje jako „násilnického predátora, který se vkrádal do života rodin s cílem dostat se dostatečně blízko k jejich dětem, aby je mohl zneužívat“, působil v letech 1981–1983 ve farnosti v Kinstonu v Severní Karolíně. Spangenberg sloužil v katolické farnosti Panny Marie Guadalupské v Newton Grove v Severní Karolíně a v katolické farnosti Neposkvrněného početí v Clintonu v Severní Karolíně od roku 1977 do roku 1979.
Do května 2020 bylo na diecézním seznamu duchovních, kteří byli „věrohodně obviněni“ ze sexuálního zneužívání, uvedeno 29 duchovních. Ti, kteří byli uvedeni na seznamu, byli buď obviněni ze zneužívání v době, kdy sloužili v diecézi, nebo na ně bylo podáno oznámení o zneužívání jinde.
V dubnu 2024 byl Patrick Tuttle, františkánský řeholník, který působil jako pomocný pastor a středoškolský učitel v kostele Neposkvrněného početí a katolické škole Immaculata v Durhamu nejméně od roku 1996 do roku 2009, odvolán z veřejné služby po obvinění ze sexuálního zneužití.

### Problematika LGBTQ+
V roce 2009 založila diecéze Raleigh pobočku Courage International, katolického apoštolátu, který slouží gayům a lesbám a považuje homosexualitu za léčitelný stav. [38] Výkonný ředitel této služby uvedl, že cílem Courage je „pomáhat mužům a ženám, kteří jsou postiženi ostnem přitažlivosti ke stejnému pohlaví.“ Courage International podporovala celibát mezi homosexuálními muži a ženami a k léčbě používala dvanáctikrokový program podobný programu Anonymních alkoholiků.
V květnu 2012 rozeslala diecéze katolickým voličům pohlednice propagující dodatek 1 k ústavě Severní Karolíny, který měl zakázat manželství osob stejného pohlaví. Na pohlednicích s názvem Proč záleží na tradičním manželství byly fotografie biskupa Burbidge a biskupa Jugise z Charlotte s textem „8. května hlasujte PRO manželství“. Pohlednice obsahovala také úryvek z Matoušova evangelia: „Od počátku je Stvořitel stvořil jako muže a ženu a řekl: Proto opustí muž svého otce i matku a připojí se ke své ženě a ti dva se stanou tělem.“ Diecéze přispěla na podporu dodatku částkou 50 000 dolarů. Dodatek byl schválen. V roce 2013 diecéze vystoupila z ekumenické Rady církví Severní Karolíny poté, co se rada vyslovila proti dodatku 1 v Severní Karolíně.
V roce 2016 Burbidge veřejně podpořil zákon o soukromí a bezpečnosti ve veřejných zařízeních (Public Facilities Privacy & Security Act), který by vyžadoval, aby lidé používali toalety odpovídající pohlaví uvedenému v jejich rodných listech.
V roce 2019 zakázal reverend Christopher Van Height z kostela Neposkvrněného početí v Durhamu městským radním Vernettě Alstonové a Jillian Johnsonové vystoupit na akci Měsíc černošské historie v církevní škole. Důvodem bylo, že Alstonová a Johnsonová byly členkami komunity LGBTQ+. VanHeightovo rozhodnutí podpořila diecéze. V roce 2022 zakázala katolická škola Immaculata rodině žáka najmout transgenderovou ženu, aby sloužila jako školní asistentka jejich dítěte.